# Rumowisko rzeczne
Rumowisko rzeczne – materiał stały i rozpuszczony, transportowany przez rzekę.
Ze względu na sposób transportu rumowisko dzieli się na:
- toczyny – głazy i odłamki skalne przetaczane po dnie lub przesuwane podczas dużych wezbrań
- wleczyny – otoczaki, żwiry, piaski wleczone po dnie, które w czasie ruchu nie tracą kontaktu z dnem,
- unosiny – transportowane w masie wody najdrobniejsze cząstki mineralne i organiczne, których ciężar właściwy jest większy od ciężaru właściwego wody
- zawiesiny – zwykle jest to materiał organiczny o ciężarze właściwym mniejszym od wody
- roztwory – związki chemiczne wyługowane ze skał przez wodę